# Мізуна
Мізуна (Mizuna (ミズナ（水菜), kyouna (京菜)) - японська гірчиця  або павукова гірчиця є сортом Brassica rapa var. niposinica.

## Опис та використання

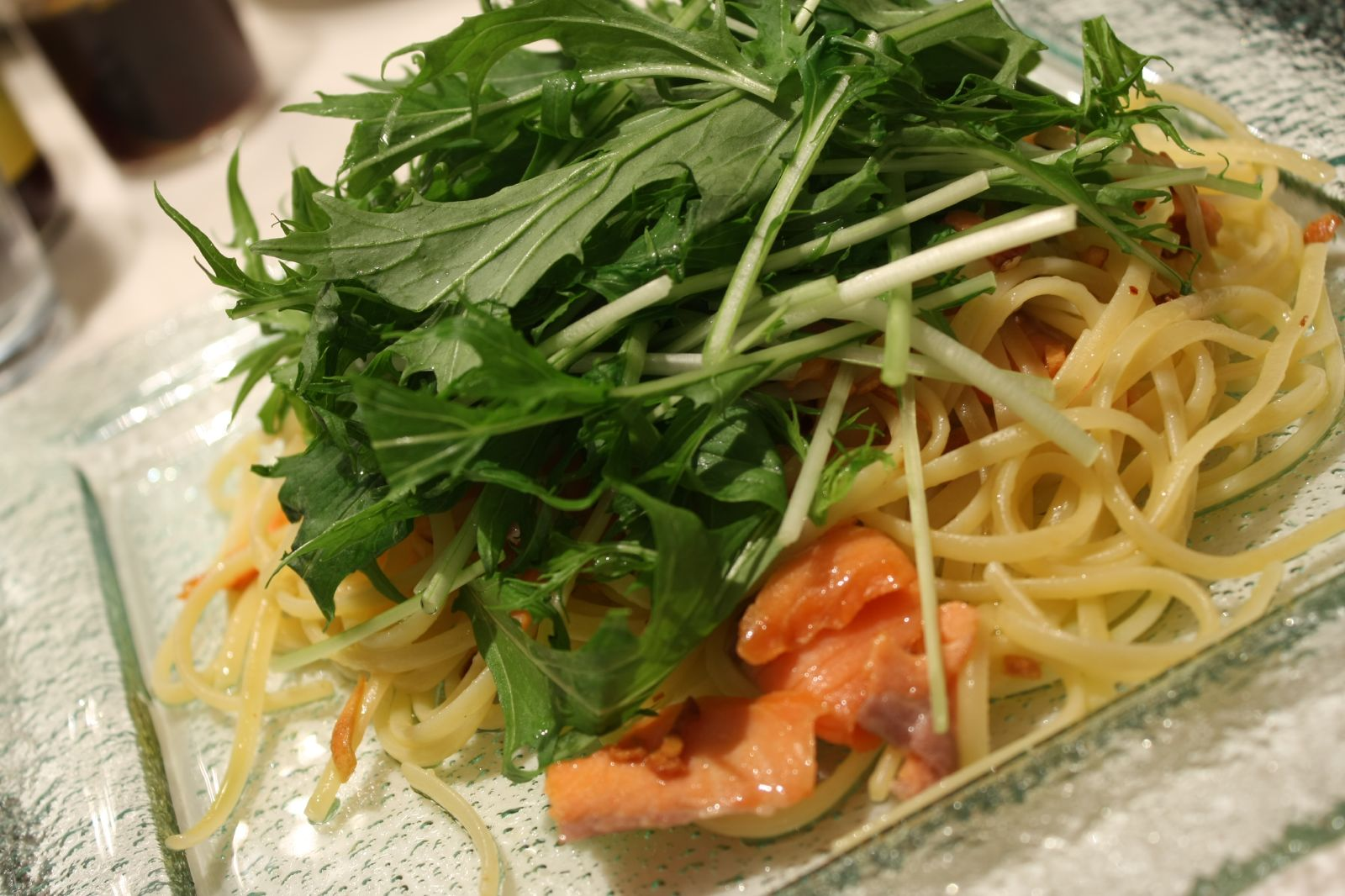
Мізуна на пасті та копченому лососі

Мізуна, має темно-зелене зубчасте листя, описується як така, що в сирому вигляді має «пікантний, м’який перцевий смак... трохи гострий, але менш гострий, ніж рукола » . Її також використовують у смажених стравах, супах та набемоно (японських гарячих стравах ).

## Різновиди

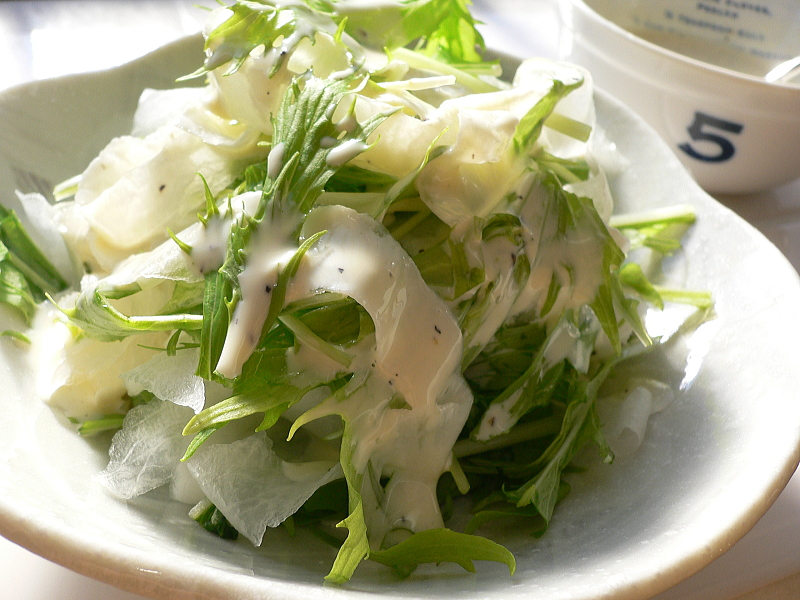
Салат з мізуни та дайкону

Окрім терміна мізуна (та його альтернатив), який застосовується менше до двох різних видів Brassica, садівники визначили та назвали низку різновидів. Наприклад, ресурс, наданий Корнельським університетом та Міністерством сільського господарства США, містить шістнадцять сортів, зокрема «Рання Мізуна», «Кьона Мізуна», « Коматсуна Мізуна», «Вітамінна зелена Мізуна», «Кьото Мізуна», «Хеппі Річ Мізуна», «Саммер Фест Мізуна», «Токійська рання Мізуна», «Мібуна Мізуна», «Червона Коматсуна Мізуна», «Вайдо Мізуна» та «Фіолетова Мізуна» . Також існує різновид, відомий як рожева мізуна .

## Вирощування
Мізуна культивується в Японії з давніх часів. Мізуну успішно виростили на Міжнародній космічній станції у 2019 році . Росте в зонах морозостійкості від 4 до 9, віддає перевагу повному сонцю або півтіні, добре дренованому ґрунту та pH 6,5–7,0 . Її можна вирощувати як мікрозелень, висіваючи кожні 3 см, або заради листя з відстанню 20 см . Його виробляють понад 30 країн світу, але на Китай, Японію, Південну Корею, Індію та Сполучені Штати припадає 70% світового виробництва .